# Ontwikkeling van het langebaanschaatsen

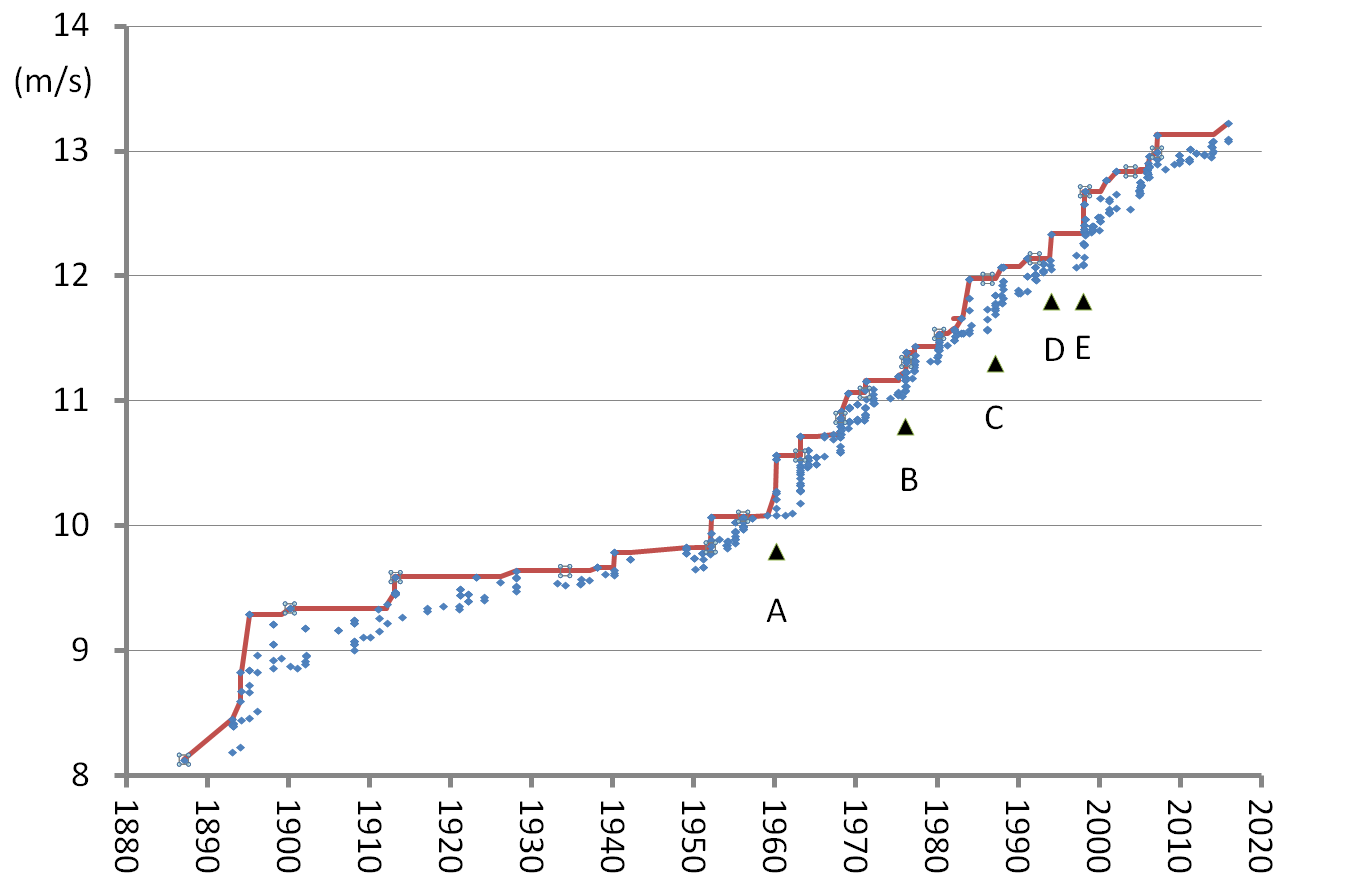
Ontwikkeling van schaatssnelheid over 10 km.
De rode lijn is de wereldrecordsnelheid. De blauwe punten zijn de beste snelheden per seizoen.
A - Introductie van de kunstijsbaan
B - Doorbraak van het aerodynamische schaatspak
C - Introductie van de indoor kunstijsbaan
D - Introductie van de klapschaats
E - Introductie van de aerodynamische strips
Data: [http://evertstenlund.se/d10k.htm Evert Stenlund

De ontwikkeling van de schaatssport heeft ondanks het traditionele karakter van de sport sinds de jaren 60 van de 20e eeuw een hoge vlucht genomen. Elke nieuwe ontwikkeling was erop gericht de lucht- en ijsweerstand te verminderen en zorgde voor snellere tijden bij het schaatsen.

## Ontwikkeling
Al in de zeventiende eeuw zijn er allerlei wedstrijd- en spelvormen op schaatsen bekend, zoals het ringrijden en het hardrijden op korte, rechte banen. Op Nederlands initiatief wordt in Scheveningen in 1892 de Internationale Schaatsunie (ISU) opgericht. De ISU bepaalde dat internationale hardrijwedstrijden voortaan verreden zouden worden om 500, 1500, 5000 en 10 000 meter. Men ging ertoe over om wedstrijden te rijden op 400-meter banen.
Daarna was de schaats aan de beurt: de Friese doorlopers en andere houten glijders werden vervangen door de vaste schoen met daaraan bevestigde lange, ongebogen ijzers. Later kwamen de 'noren', waarbij de ijzers in een holle buis onder de schoen werden gelast.
De belangrijkste ontwikkelingen kan men als volgt indelen:
1. De introductie van de noor
2. Kunstijsbanen
3. Professionalisering van de trainingsmethodes
4. Aerodynamische pakken
5. Overdekte kunstijsbanen
6. De klapschaats

## Kunstijsbanen
Het eerste grote toernooi op een (open) buitenbaan met kunstmatig gecreëerd ijs werd in 1960 bij de Olympische Winterspelen in Squaw Valley gehouden. Al in 1924 was overigens de baan van Boedapest voorzien van een kunstmatige vloer, en eind jaren 50 kwam in Göteborg de Ullevi kunstijsbaan gereed. Dat maakte schaatsen bij hogere temperaturen mogelijk. Bovendien kon de ijskwaliteit worden beïnvloed en op een constante kwaliteit gehouden. Vele snelheidsrecords volgden op deze ontwikkeling.
In 1986 kwam een tweede revolutie op gang: het indoor schaatsen op kunstijs. Het Sportforum in Berlijn werd geopend, in Heerenveen werd de schaatsbaan Thialf overdekt, gevolgd door het Vikingschip in het Noorse Hamar, de hooglandbaan in Calgary, Canada en de Olympic Oval in Salt Lake City.
Het grote voordeel was dat er nu eerlijke concurrentie mogelijk was. De ijskwaliteit kon constant worden gehouden en weersinvloeden speelden een ondergeschikte rol. Hierop volgde een ware hausse aan snelheidsrecords.

## Aerodynamische pakken
Werden schaatskampioenschappen tot de jaren zeventig van de 20e eeuw nog gereden met losse, enigszins fladderende broeken, losse schaatsmutsen en warme wanten, de decennia daarna werd de professionele schaatskleding steeds strakker, gladder en aerodynamischer. Ook het materiaal veranderde: na de wollen kleding kwam het tricot, gevolgd door het nylon en ten slotte kunststof. Elke belangrijke verbetering leverde op de lange afstanden al gauw 15 à 20 seconden voordeel op.
De Wereldkampioenschappen schaatsen van 1974 beleefde de primeur van het 'skinpak': de muts was onderdeel van het strak op het lichaam gesneden schaatspak. Echter, niet de Nederlanders, Russen of Noren kwamen hiermee, maar de toen 45-jarige Zwitserse schaatsveteraan Franz Krienbühl, die op die leeftijd hiermee in één klap 30 seconden van zijn persoonlijk record op de 10 km afhaalde, waardoor de aanvankelijke kritiek wel moest verstommen. Toch had de schaatswereld als geheel twee jaar nodig om aan het skinpak te wennen; pas in 1976 werd het algemeen aanvaard.
De Noren namen het skinpak in 1976 als eerste over. De vier S-en (Stenshjemmet, Stensen, Storholt en Sjöbrent) eisten prompt de eerste vier plaatsen op bij het Europees Kampioenschap. Hun pakken waren gefabriceerd door een Noorse firma die niet aan rijders van andere landen wilde leveren. De Nederlanders bestelden hun pakken voor het WK dat jaar toen maar bij een Zweedse firma en prompt won Piet Kleine de wereldtitel. Aan het eind van dat seizoen waren alle wereldrecords in handen van skinpakrijders.
Bij de Olympische Winterspelen 1998 in Nagano hadden de Nederlandse rijders voordeel van een nieuwe vinding, de zogenaamde 'aerodynamische strips'. Smalle, ribbelige strips werden op hoofd en benen aangebracht en verminderden wederom de luchtweerstand. Dat gaf zoveel profijt, dat de Nederlanders 5 x goud, 4 x zilver en 2 x brons wonnen, op dat moment het hoogste aantal medailles ooit door Nederland bij de Winterspelen behaald. In 2002 in Salt Lake City schaatsten de Noren in pakken waarop tientallen driehoekige 'Deltastrips' waren aangebracht, een doorontwikkeling van de vinding van 1998. De Nederlandse rijders probeerden in Salt Lake City een pak uit, dat werd ontwikkeld door Nike op basis van de kleding die de Australische atlete Cathy Freeman droeg tijdens de door haar gewonnen 400-meter race bij de Olympische Zomerspelen 2000 in Sydney. Beide laatste vindingen hebben nog geen duidelijk voordeel aangetoond.

## De klapschaats
In 1986 werd in de laboratoria van de Vrije Universiteit in Amsterdam de klapschaats ontwikkeld. Dat gebeurde door medewerkers van de vakgroep Inspanningsfysiologie onder leiding van Gerrit-Jan van Ingen-Schenau. Het voordeel van de klapschaats is dat het zogenaamde 'glijmoment' bij de afzet verlengd wordt. De schoen is slechts met de punt aan de schaats bevestigd, de hiel staat los op de schaats, waardoor bij de afzet het ijzer langer in zijn geheel op het ijs blijft. De klapschaats vereist een andere schaatstechniek dan de conventionele Noorse schaats. In 1994 begon een juniorenploeg in Zuid-Holland er wedstrijden mee te rijden, wat meteen veel persoonlijke records opleverde. Dat was het sein voor de Nederlandse professionele rijders om er ook mee te beginnen. Eén seizoen lang wonnen de Nederlandse dames toernooi op toernooi van de tot dan toe onoverwinnelijke Duitse Gunda Niemann. Maar binnen een maand begonnen alle schaatsers met de klapschaats te trainen, waardoor het voordeel geleidelijk aan weer verdween. De klapschaats deed in 1998 z`n intrede op de Olympische Winterspelen in Nagano met als gevolg een regen van wereldrecords.
Een nadeel van de klapschaats is echter dat het lopen bij de start enigszins bemoeilijkt wordt. Vooral voor sprinters kan dit een probleem zijn. De Nederlandse schaatsfabrikant Viking kwam begin 2002 met een oplossing: de 'Computerschaats'. Hierbij blijft een instelbaar aantal slagen de schaats aan de schoen vastzitten en klapt pas daarna open. De Olympische Winterspelen 2002 van Salt Lake City kwamen net te vroeg voor deze vinding: de ISU, de Internationale Schaatsunie, verbood de computerschaats. De reden die daarvoor werd opgegeven was dat het gebruik van elektronische hulpmiddelen bij internationale schaatswedstrijden verboden is.
Gedurende korte tijd is er ook geëxperimenteerd met de 'carbonschaats' en de 'carveschaats', een uit de skiwereld overgenomen vinding die het schaatsen door bochten makkelijker zou maken. Een doorbraak van dit type schaatsen is tot op heden (2010) echter uitgebleven.

## Schaatsijzer
Al in 1903 werd een schaatsijzer met een dikte van 0,5 mm gebruikt. De standaard dikte ligt tussen de 0,9 en 1,1 mm. Al zo'n honderd jaar wordt er geëxperimenteerd met de dikte van het schaatsijzer.

## Voetnoot
1. ↑  Sportgeschiedenis.nl - de alternatieve bron voor sportnieuws - schaatsijzerdikte